# Heliceno

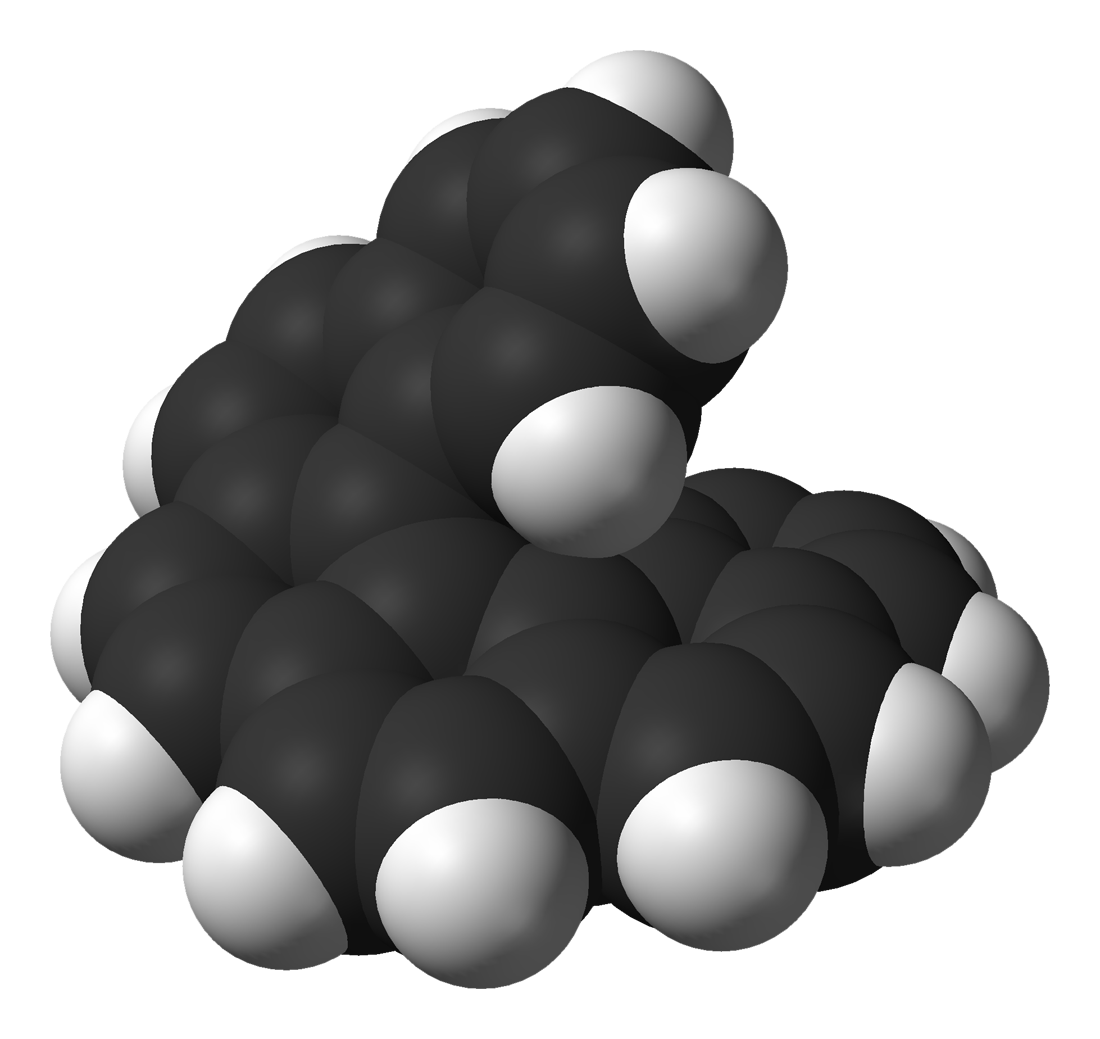
Exaheliceno.

En el ámbito de la química orgánica, los helicenos son compuestos aromáticos orto-condensados policíclicos en los cuales anillos de benceno u otros aromáticos se encuentran anillados en forma angular de manera que generan moléculas con forma de hélice. La química de los helicenos ha atraído mucha atención ya que poseen características muy peculiares a nivel estructural, espectral, y óptico.
Los helicenos se destacan por poseer quiralidad aunque no poseen ni átomos de carbono asimétricos, ni centros quirales. La quiralidad de los helicenos proviene del hecho que las hélices en sentido horario y antihorario no se pueden sobreimponer – este es un ejemplo de  quiralidad inherente.